# Strahlen greifen an
Strahlen greifen an (Originaltitel: The Lights of Zetar) ist die 18. Episode der dritten Staffel der Science-Fiction-Fernsehserie Raumschiff Enterprise. Sie wurde in englischer Sprache erstmals am 31. Januar 1969 bei NBC ausgestrahlt. In Deutschland war sie zum ersten Mal am 5. August 1972 in einer synchronisierten Fassung im ZDF zu sehen.

## Handlung
Im Jahr 2268 bei Sternzeit 5725.3 ist die Enterprise unterwegs zum Planetoiden Memory Alpha, wo die Föderation ihre wichtigste Bibliothek betreibt. Das Schiff soll dort Ausrüstung abliefern. Der Transport wird von Lieutenant Mira Romaine geleitet, für die es ihre erste Weltraummission ist. Chefingenieur Scott ist schwer in sie verliebt und weicht ihr nicht mehr von der Seite.
Der erste Offizier Spock registriert einen Energiesturm, der sich der Enterprise nähert. Als er das Schiff passiert, verspüren mehrere Besatzungsmitglieder kurzzeitig Einschränkungen verschiedener Körperfunktionen. Am schlimmsten erwischt es Romaine, die seltsame, geisterhafte Geräusche von sich gibt und dann ohnmächtig wird. Während Schiffsarzt McCoy sie auf der Krankenstation untersucht, berechnet Steuermann Sulu, dass der Energiesturm genau auf Memory Alpha zusteuert. Da der Planetoid im Gegensatz zur Enterprise nicht über Schutzschilde verfügt, dürften die Auswirkungen des Sturms dort deutlich schlimmer sein. Eine Warnung an die Station ist nicht mehr möglich. Als der Energiesturm schließlich weitergezogen ist und die Enterprise Memory Alpha erreicht, findet ein Außenteam dort den Hauptcomputer zerstört und alle Besatzungsmitglieder außer einer Technikerin tot vor. Sie gibt die gleichen geisterhaften Geräusche von sich wie Romaine, begleitet von einem seltsamen Leuchten im Gesicht. Dann stirbt auch sie.
Als Romaine nach Memory Alpha hinüberbeamt, erschrickt sie über den Anblick der toten Besatzung, denn genau dieses Bild hatte sie schon zuvor in einer Vision gesehen, als sie auf der Krankenstation lag. Sie besteht darauf, dass das Außenteam unverzüglich zurück aufs Schiff muss, denn sie ist sicher, dass der Energiesturm zurückkehren wird. Kurz darauf bestätigt Sulu ihre Vorahnung und Captain Kirk befiehlt die Rückkehr des Außenteams.
Als der Energiesturm sich erneut nähert, registriert Spock darin zehn individuelle Lebenszeichen. Kirk versucht, mit den Wesen zu kommunizieren, und erklärt, dass von der Enterprise keine Gefahr ausgehe, dass die Begegnung mit den Wesen aber für Menschen gefährlich sei. Da der Sturm weiterhin Kurs auf die Enterprise hält, lässt Kirk ihn mit den Schiffsphasern beschießen. Das verlangsamt seine Geschwindigkeit, doch Kirk muss von weiterem Beschuss absehen, denn irgendwie scheint auch Romaine davon beeinflusst zu werden. Kirk ordnet ein Treffen der Führungsoffiziere an. Dabei kommt heraus, dass Romaines Gehirnwellenmuster bei der ersten Begegnung mit dem Energiesturm verändert wurde und nun exakt mit den Messungen der fremden Wesen übereinstimmt. Jetzt steht fest, dass Romaine in Verbindung mit den Wesen steht. Sie haben wohl versucht, von ihr Besitz zu ergreifen, was aber nur teilweise gelungen ist. Kirk will das nutzen, um mit ihnen zu kommunizieren. Da sie an ein Leben in der Schwerelosigkeit des Weltraums angepasst sind, will er bessere Bedingungen für einen erneuten Versuch schaffen. Hierzu wird Romaine mit Antischwerkrafteinheiten ausgestattet. Jetzt gelingt es den Wesen, ganz in ihren Körper einzudringen. Die Wesen erklären, sie stammen vom Planeten Zetar. Dort ist alles humanoide Leben vor langer Zeit ausgestorben. Die letzten Überlebenden durchstreifen nun den Weltraum auf der Suche nach neuen Körpern, die geeignet sind, um sie in Besitz zu nehmen. Kirk besteht darauf, dass Romaines Körper ihr allein gehört, doch die Wesen weigern sich, ihn freizugeben. Scott bringt sie daraufhin in eine Druckkammer, wo die Bedingungen durch eine stetige Erhöhung des Drucks für die Wesen immer unangenehmer werden. Schließlich verlassen sie Romaines Körper und schlagen einen Kurs ein, der sie von der Enterprise wegführt. Das Schiff fliegt nun wieder nach Memory Alpha, wo Romaine jetzt am Wiederaufbau der Bibliothek teilnimmt.

## Verbindungen zu anderen Star-Trek-Produktionen
Einige Elemente aus dieser Folge wurden in späteren Star-Trek-Produktionen wieder aufgegriffen:
- Der Planetoid Memory Alpha ist im Film Star Trek VI: Das unentdeckte Land von 1991 sowie in mehreren Folgen der Serien Star Trek: Discovery, Star Trek: Picard und Star Trek: Strange New Worlds auf Sternenkarten verzeichnet.
- Das Zetar-Sternensystem ist in mehreren Folgen der Serien Star Trek: Discovery, Star Trek: Picard und Star Trek: Strange New Worlds auf Sternenkarten verzeichnet.

## Produktion

### Drehbuch
Das Drehbuch wurde von Shari Lewis und ihrem Ehemann Jeremy Tarcher verfasst. Lewis war hauptsächlich als Puppenspielerin und Bauchrednerin bekannt geworden. Sie wollte auch die Rolle der Mira Romaine übernehmen, doch an ihrer Stelle wurde Jan Shutan gecastet.

### Darsteller
John Winston hat hier seinen einzigen Auftritt als Lieutenant Kyle in der dritten Staffel von Raumschiff Enterprise.
Barbara Babcock, die den Zetarianern ihre Stimme lieh, erhielt dafür keine Erwähnung in den Credits der Folge.

### Kulissen
Dies ist die letzte Folge von Raumschiff Enterprise, für die Szenen im Set des Maschinenraums der Enterprise gedreht wurden. Der Maschinenraum ist noch einmal in der Folge Seit es Menschen gibt zu sehen; dort wurde allerdings auf Archivaufnahmen zurückgegriffen.

## Adaptionen
James Blish schrieb eine Textfassung von Strahlen greifen an, die auf Englisch erstmals 1972 in der Geschichtensammlung Star Trek 6 erschien. Die deutsche Übersetzung erschien 1972.

## Rezeption
Christian Blauvelt listete Strahlen greifen an 2022 auf hollywood.com in einem Ranking aller 79 Raumschiff-Enterprise-Folgen auf Platz 66.

## Parodien und Anspielungen
Der dritte Band von Gerard F. Conways Romanreihe Balzan of the Cat People aus dem Jahr 1975 trägt als Anspielung auf die gleichnamige Folge von Raumschiff Enterprise den Titel The Lights of Zetar.
Memory Alpha, das größte Star-Trek-Fan-Wiki, ist nach dem Bibliotheks-Planetoiden aus Strahlen greifen an benannt.